# MSC Bellissima
Die MSC Bellissima ist ein Kreuzfahrtschiff der italienischen Reederei MSC Cruises. Es wurde im Jahr 2019 als zweites Schiff der Meraviglia-Klasse in Dienst gestellt.

## Geschichte
Ab 20. März 2014 vereinbarten MSC Cruises und STX France (heute Chantiers de l’Atlantique) eine Absichtserklärung über den Bau zweier Kreuzfahrtschiffe des Projektes „Vista“ mit Ablieferung 2017 und 2019. Darunter befanden sich die MSC Meraviglia und die MSC Bellissima, deren Ablieferung für 2019 vereinbart wurde. Zudem wurden Optionen über zwei weitere Schiffe vereinbart, die spätere MSC Grandiosa und die spätere MSC Virtuosa.
Der Name MSC Bellissima wurde anlässlich des Aufschwimmens der MSC Meraviglia am 2. September 2016 bekannt gegeben. Der Bau der MSC Bellissima begann am 28. November 2016 mit dem ersten Stahlschnitt. Das Schiff wurde im Oktober 2017 auf Kiel gelegt. Am 15. November 2017 folgte die Münzzeremonie. Gleichzeitig wurde der Name des ersten Schiffes der Meraviglia-Plus-Klasse bekanntgegeben  – MSC Grandiosa  – und mit dem Bau dieses Schiffes begonnen. Am 14. Juni 2018 wurde das Baudock geflutet, das Schiff am 15. Juni 2018 ausgedockt und ins Bassin C zur Endausrüstung verlegt. Am 19. Dezember 2018 lief das Schiff zur Probefahrt aus. Die MSC Bellissima wurde am 27. Februar 2019 abgeliefert.
Das Schiff wurde am 2. März 2019 von Sophia Loren in Southampton getauft.